# Domaine d'Ogawa
Pour les articles homonymes, voir Ogawa.

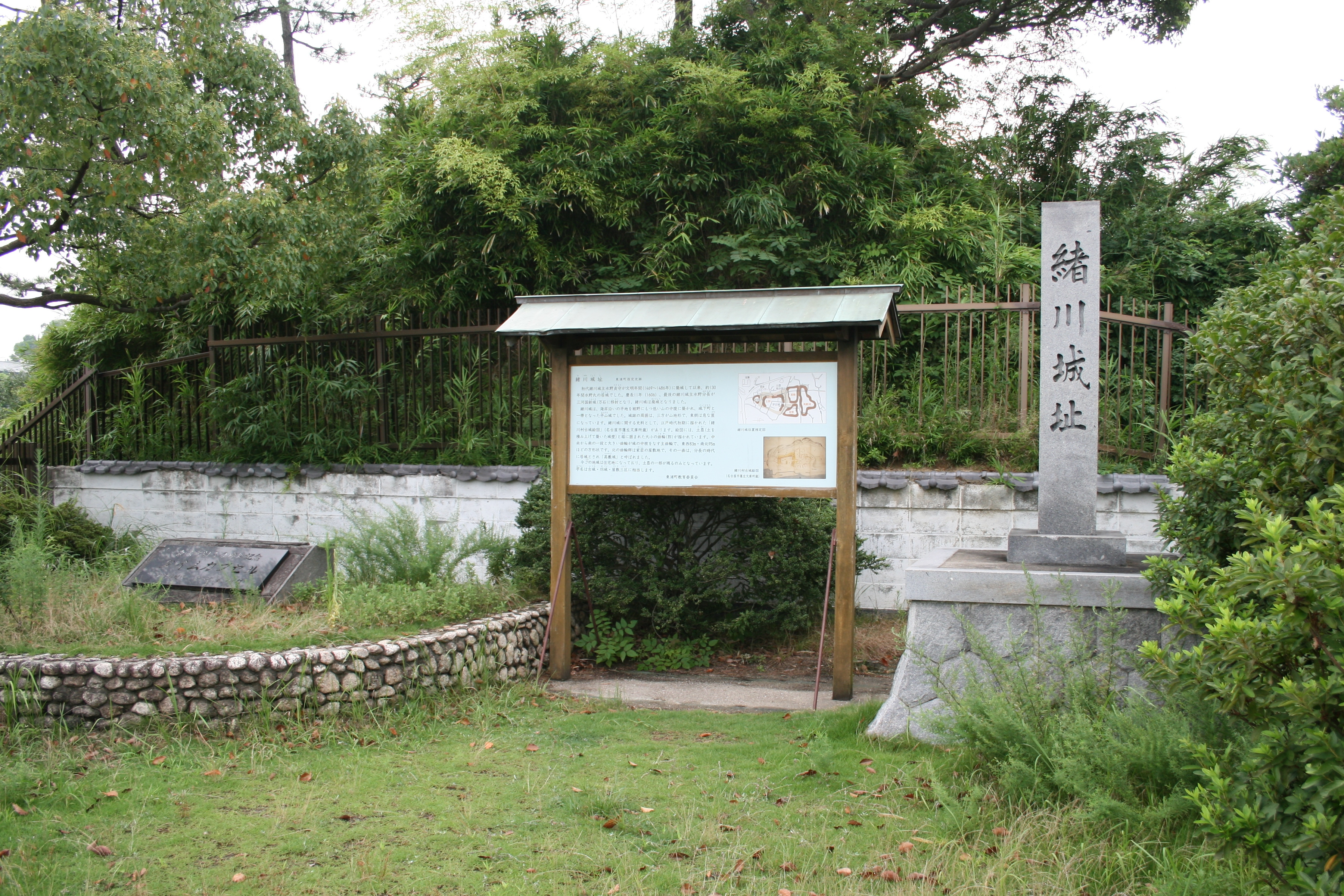
Panneau d'information sur le château d'Ogawa.

Le domaine d'Ogawa (緒川藩, Ogawa-han) est un han féodal japonais situé dans la province d'Owari. Au cours de l'histoire, « Ogawa » s'est écrit 小川 et 小河. Le domaine est contrôlé à partir du château d'Ogawa.

## Histoire
La région est sous le contrôle du clan Mizuno depuis le XVe siècle. Durant la bataille de Sekigahara à l'époque Sengoku, Mizuno Nobumoto, Mizuno Tadamori et Mizuno Tadashige combattent dans le camp de Tokugawa Ieyasu. En 1601, en conséquence de l'aide du clan Mizuno, Mizuno Wakenaga se voit donner le contrôle du domaine d'Ogawa qui rapporte 9 820 koku. En 1606, Wakenaga est déplacé dans le proche domaine de Shinshiro qui rapporte 10 000 koku. Finalement, le domaine d'Ogawa fusionne avec le domaine d'Owari.

## Daimyos

Mon (emblème) du clan Mizuno.

- Clan Mizuno

1. Mizuno Wakenaga